# توکلند (واشینگتن)
توکلند (به انگلیسی: Tokeland) یک منطقهٔ مسکونی در ایالات متحده آمریکا است که در شهرستان پاسیفیک، واشینگتن واقع شده‌است. توکلند ۱٫۳ کیلومتر مربع مساحت و ۱۵۱ نفر جمعیت دارد و ۲ متر بالاتر از سطح دریا واقع شده‌است.